# کوه بودا (تایلند)

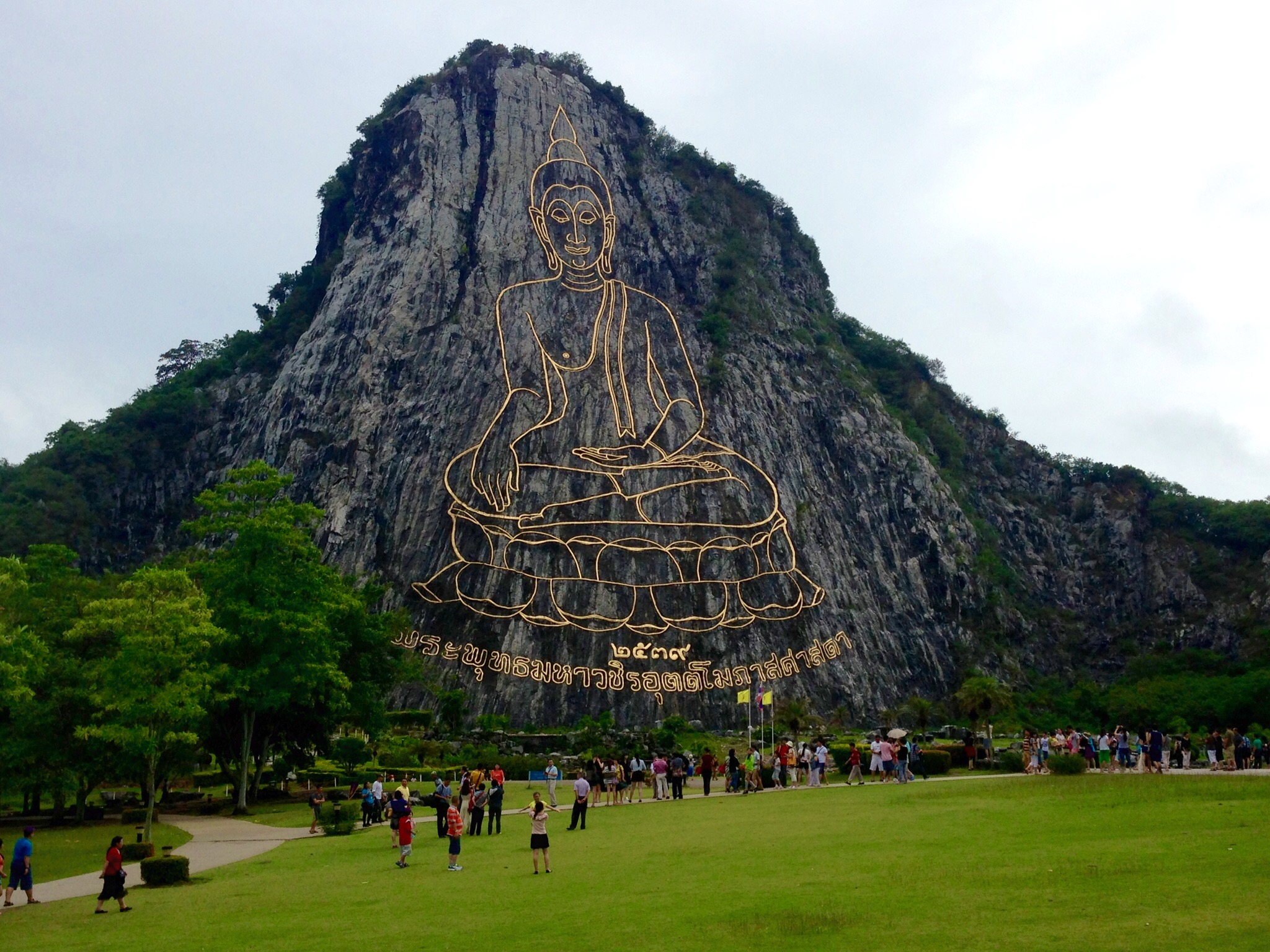
کوه بودا که دارای تصویر طلایی بودا به ابعاد ۱۰۹ متر (۳۵۸ فوت) در ۷۰ متر (۲۳۰ فوت) است.

کوه بودا (انگلیسی: Buddha Mountain) یا خائو چی چان (Khao Chi Chan) (به تایلندی: เขาชีจรรย์) یک تپه از جنس سنگ آهک در نا چوم تین است که به خاطر حکاکی لیرز طلایی بودا به ابعاد ۱۰۹ متر (۳۵۸ فوت) در ۷۰ متر (۲۳۰ فوت)، به یک نشان برجسته شهر پاتایا در تایلند تبدیل شده‌است. این اثر حکاکی به خاطر بزرگداشت پنجاهمین سالگرد تاجگذاری اعلیحضرت بومیپول آدولیاده و در جهت انجام اعمال معنوی بودایی‌ها و مردم تایلند انجام گرفت. تصویر بودای روی این تپه، بزرگنرین تصویر کنده کاری شده بودا در جهان است.